# William F. Hamilton
William Franklin Hamilton (State Center Township, 11 augustus 1883 - 1 augustus 1955), was een Amerikaans atleet.

## Biografie
Hamilton won tijdens Olympische Zomerspelen 1908 de gouden medaille op de Olympische estafette. Hamilton liep de eerste 200 meter, daarna volgde nog een 200 meter gelopen door Nathaniel Cartmell een 400 meter gelopen door John Taylor (atleet) en de 800 meter door Mel Sheppard
Hamilton had zich geplaatst voor de finale van de 400 meter. Nadat zijn landgenoot John C. Carpenter in de finale was gediskwalificeerd, mocht Hamilton van de Amerikaanse bestuurders niet starten in de nieuw uitgeschreven finale over 400 meter.

## Palmares

### 100 meter
- 1908: series OS - 11,2

### 200 meter
- 1908: HF OS - 22,7

### 400 meter
- 1908: finale OS

### Olympische estafette
- 1908:  OS - 3.29,5

- World Athletics: 14991576